# Grand-duc de Luxembourg
Le grand-duc de Luxembourg (en luxembourgeois : Groussherzog vu Lëtzebuerg ; en allemand : Großherzog von Luxemburg) est le monarque et chef de l'État du Luxembourg dont les compétences politiques et institutionnelles sont régies par le chapitre Ier et la première partie du chapitre III de la Constitution du Luxembourg. C’est le seul grand-duc régnant actuellement dans le monde.

## Accession au trône
En vertu de l’article 3 de la Constitution luxembourgeoise, « la Couronne du Grand-Duché est héréditaire dans la famille de Nassau, conformément au pacte du 30 juin 1783, à l’article 71 du traité de Vienne du 9 juin 1815 et à l’article 1er du traité de Londres du 11 mai 1867 ».
Depuis 2011, l'ordre de succession s'effectue par primogéniture cognatique.
La majorité du grand-duc est fixée à 18 ans révolus. Si à la mort du grand-duc, son successeur est mineur, « la régence est exercée conformément au pacte de famille ».
Lors de son accession au trône, le grand-duc doit prêter serment devant la Chambre des députés. Le serment est le suivant :

« Je jure d’observer la Constitution et les lois du Grand-Duché de Luxembourg, de maintenir l’indépendance nationale et l’intégrité du territoire ainsi que les libertés publiques et individuelles. »

— Article 5(2) de la Constitution

## Prérogatives constitutionnelles
L'article 33 de la Constitution définit le grand-duc comme étant « le symbole de son unité et garant de l’indépendance nationale ».
Ses prérogatives sont les suivantes :
- il promulgue les lois dans les trois mois suivant leur vote par la Chambre[4],
- il nomme « aux emplois civils et militaires, conformément à la loi »[5],
- il « prend les règlements et arrêtés nécessaires pour l'exécution des lois »[6],
- il fait les traités, fait les règlements et arrêtés nécessaires à leur exécution[7],
- il commande la force armée, il déclare la guerre et sa cessation (après autorisation)[7],
- il a le droit de remettre ou de réduire les peines prononcées par les juges, sauf ce qui est statué relativement aux membres du Gouvernement[8],
- il a le droit de battre monnaie en exécution de la loi[9],
- il a le droit de conférer des titres de noblesse, sans pouvoir jamais y attacher aucun privilège[10],
- il confère les ordres civils et militaires, en observant à cet égard ce que la loi prescrit[11],
- et il peut se faire représenter par un Prince du sang, qui aura le titre de Lieutenant du Grand-Duc et résidera dans le Grand-Duché[12].

## Statut

### Statut en droit
L'article 4 de la Constitution dispose que la personne du grand-duc est inviolable. Par conséquent, le grand-duc est au-dessus des lois et à l'abri de toute poursuite judiciaire.

### Résidence
L'article 44 de la Constitution dispose que le palais grand-ducal à Luxembourg et le château de Berg sont réservés à l’habitation du grand-duc.